# 圣基茨和尼维斯工党
圣基茨和尼维斯工党（英語：Saint Kitts-Nevis Labour Party）是圣基茨和尼维斯的一个中间偏左政党，成立於1932年，當時名為圣基茨工人聯盟，是加勒比地區歷史最悠久的政黨。在圣基茨和尼维斯聯邦1983年獨立之後，曾在1995年—2015年執政20年，由领袖登齐尔·道格拉斯就任总理。该党在2022年举行的最近一次议会选举中赢得44%的选票以及11个直選议席中的6席，重新執政。